# مرقئاوية
المرقئاوية (الاسم العلمي: Sanguisorbeae) هي قبيلة من النباتات تتبع فصيلة الوردية من رتبة الورديات.

## عمائر
تضم هذه القبيلة النباتية عمارتين هما:
- المرقئينة (الاسم العلمي: Sanguisorbinae)
- الغافثينة (الاسم العلمي: Agrimoniinae)